# 관성제군

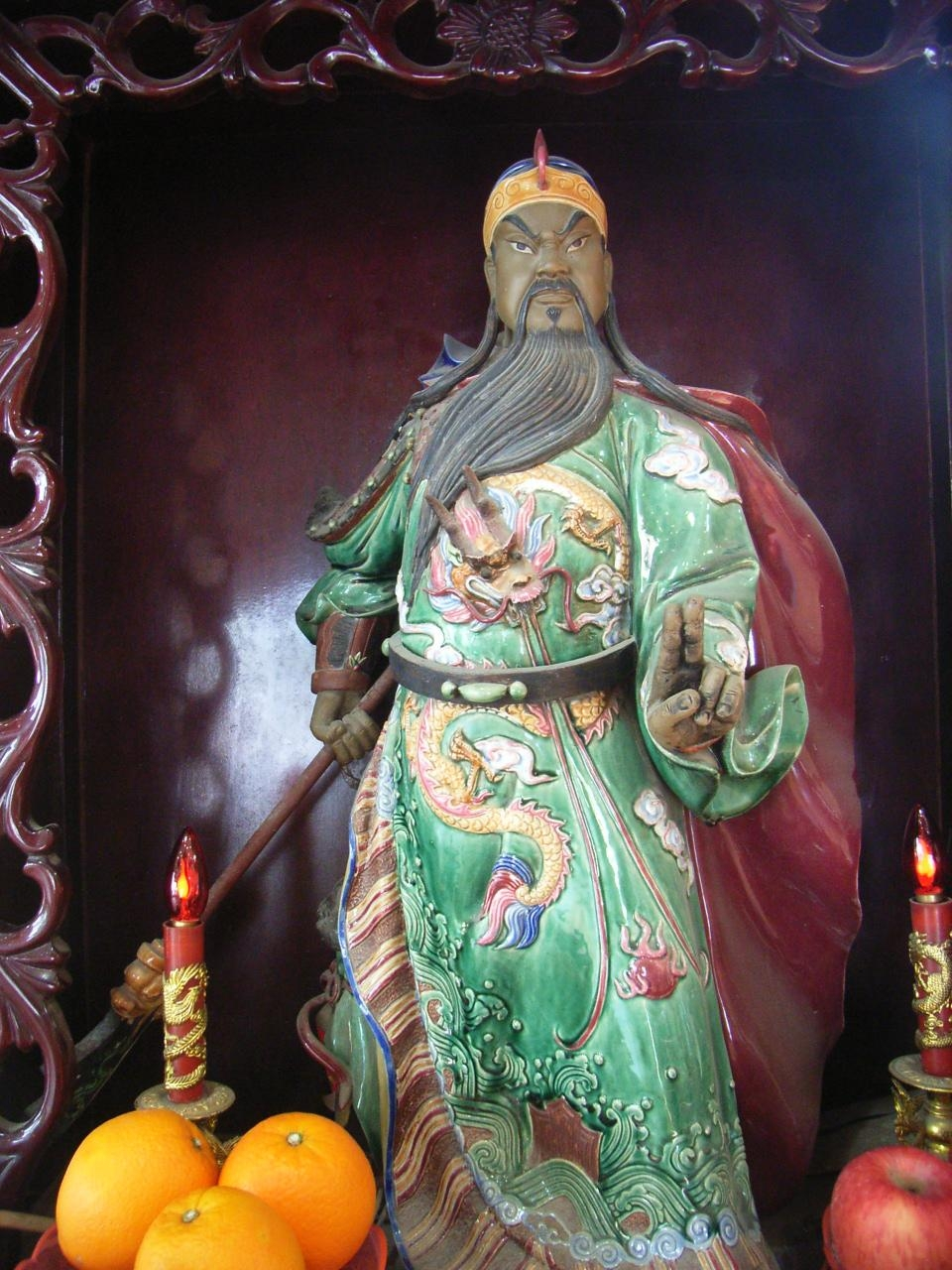

관성제군(關聖帝君), 줄여서 관제(關帝) 혹은 관성은 중국 삼국시대 촉한의 명장 관우 (? ~ 219년)가 신격화된 도교 계통의 전쟁신이다. 한국에서 임진왜란 때 나타나 왜군을 무찔렀다는 전설 이후로 무에서 중요한 신령으로 모셔지며, 관제에게 소원을 빌면 성취된다고 하는 믿음이 퍼져 있다. 때로는 관우의 아내를 정전부인이라 하여 모시기도 한다.
관우만이 아니라 유비와 제갈량 역시 각각 소열황제, 와룡선생이라는 이름으로 신격화되었으며, 의동생 장비나 형수 감부인, 미부인, 손부인, 그리고 그 사부 옥천대사와 나머지 오호대장 역시 무에서 신령으로 모셔진다.

## 개요

### 민중에게 재산을 모아주는 도교의 신
복마대제(伏魔大帝)·관성제군(關聖帝君)이라고도 불린다. 도교에서는 명계(冥界)의 가장 유력한 신으로 믿으며 민중 사이에는 재산을 모아주는 신이라 하여 절대적인 신앙을 받고 있는 무재신(武財神)이다.
관우는 <삼국지>에서 유명한 유비(劉備)의 명장으로서 신의(信義)가 두텁고 협기(俠氣)가 풍부하면서 금전에는 담박한 호걸이었다는 점에서, 이 신에게 빌면 자기를 희생해서라도 반드시 소원을 들어주는 것으로 믿어 재신(財神)이 되었다고 전한다. 관제 신앙은 당대(唐代)에 시작되었고 청대(淸代)에서 왕실의 신앙을 얻어 더욱 융성했다.
또 선서(善書)의 하나인 <각세진경(覺世眞經)>이 관성제군의 가르침이라 믿었기 때문에 민중 사이에도 그 신앙이 성행하였다. 중국 각지에 관제를 주신으로 한 관제묘(關帝廟), 또 송(宋)의 명장인 악비(岳飛)와 합사(合祀)한 관악묘(關岳廟)가 있는데, 고국을 떠나 살고 있는 화교(華僑)도 거주지구의 한 구역에 관제묘를 지어 숭배하고 있다.

### 임진왜란 명나라 군대에 관우 신앙의 전례
조선의 관왕묘들은 삼제신앙을 가진 명나라 무신들이 임란을 계기로 조선 땅에 오면서 설립한 것들이다. 이 관왕묘들 이후로, 조정에서도 난을 겪으면서 이러한 신앙을 수용하여 선조 32년에는 남관왕묘(南關王廟)를 숭례문 밖에 건립하였고, 선조 35년에는 동관왕묘를 동대문 밖에 건립하였다.

## 같이 보기
- 관우
- 동관왕묘
- 삼성훈경(중국어: 三聖訓經, 영어: Scripture on the Instructions of the Three Holy Ones)

1. 1 2  “조선 시대 > 35권 조선 후기의 문화 > Ⅰ. 사상계의 동향과 민간신앙 > 5. 민간신앙 > 1) 도교·도참신앙”. 《우리역사넷》. 신편 한국사. 국사편찬위원회. 2024년 3월 18일에 확인함.